# Bissau
|  | Per a altres significats, vegeu «Principat de Bissau». |

Bissau és la capital de Guinea Bissau, en la que constitueix un sector autònom. Situada en l'estuari del riu Geba, al costat del oceà Atlàntic, té una població estimada en 395.954 habitants (2010) i una superfície de 77,5 quilòmetres quadrats, la densitat poblacional és de 2.566 habitants per quilòmetre quadrat. És la ciutat més gran del país, així com el port més gran i el centre militar i administratiu. L'economia es basa en l'exportació, a través del seu port, de cacauets, fusta, copra, oli de palma i cautxú.
La ciutat compta amb un aeroport internacional.

## Etimologia
El terme Bissau pot provenir del nom d'un clan N'nssassun, en la seva forma plural Bôssassun. Intchassu (Bôssassu) era el nom que es donava al nebot del rei Mecau, primer sobirà de l'illa de Bissau, fill de la seva germana Pungenhum. Bôssassu va formar un clan dels pobles Papel.

## Geografia
La ciutat està situada en la costa oest de Guinea Bissau, a l'estuari del riu Geba, prop de la desembocadura d'aquest en l'oceà Atlàntic, amb una altitud de metres. Les terres adjacents a la ciutat són de molt baixes altituds, la qual cosa també permet que el riu sigui accessible per grans vaixells, mentre que aquesta capacitat es dona només a uns 80 quilòmetres més enllà de la ciutat.

## Història
Des de molt abans de l'arribada dels europeus fins a principis del segle xx, l'illa de Bissau va ser governada com un regne habitat pel poble papel. Segons la tradició oral, el regne va ser fundat per Mecau, fill del rei de Quinara (Guinala), que es va traslladar a la zona amb la seva germana embarassada, sis dones i súbdits del regne del seu pare. El regne estava compost per set clans, descendents de la germana i sis esposes. El clan Bossassun, que descendeix de la germana, va heretar el tron. El Regne de Bissau estava molt estratificat. La coronació del rei implicava la pràctica de lligar i colpejar el rei, ja que el rei havia de saber quin càstig se sentia abans d'administrar-lo, així com la presentació d'una llança, el distintiu reial del càrrec. Quan els portuguesos van començar a comerciar allà al segle XVI, el rei de Bissau era un dels monarques més solidaris de la regió. El 1680 Bissau fins i tot va ajudar els portuguesos en un conflicte amb els Papels de Cacheu.
La ciutat va ser fundada en 1687 pels conqueridors portuguesos que la van erigir per la seva situació estratègica, i la van establir com a port fortificat i centre comercial. Durant aquest mateix període les activitats franceses a la zona van anar augmentant. Encara que el rei de Bissau Bacompolco els va negar el permís per construir un fort, sí que els va concedir una fàbrica comercial, des de la qual van enviar milers d'esclaus, entre altres coses. En resposta el portuguès Conselho Ultramarino va establir la capitania general de Bissau, i el 1696 la ciutat tenia un fort, una església i un hospital. Va ser el principal empori per al comerç al sud i al riu Geba, i rivalitzava si no eclipsava en importància a Cacheu.
Bacompulco va morir el 1696. El rei Incinhate va sorgir de la disputa successora que va seguir malgrat l'oposició tàcita portuguesa, i les relacions es van deteriorar ràpidament. Quan el capità general Pinheiro va intentar fer complir el monopoli de Portugal desafiant la política de lliure comerç de Papel, Incinhate va envoltar el fort incomplet i va amenaçar amb massacrar els habitants. Pinheiro va morir més tard sota la custòdia de Papel. Incapaços d'aplicar un monopoli comercial o cobrar els drets de la navegació estrangera, els portuguesos aviat van abandonar el fort. Van tornar l'any 1753 però, davant la decidida resistència de Papel, no van poder construir un nou fort i van marxar dos anys més tard.
El fort va ser reconstruït per la Companyia Grão Pará i Maranhão el 1775 per projectar millor el poder portuguès i emmagatzemar més esclaus per enviar-los al Brasil. El control real de la zona, però, va quedar en mans dels reis Papel. El 1869, com a part d'un esforç per governar el territori de manera més eficient, Bissau va ser elevada a l'estatus de comuna.
Les dècades a banda i banda del tombant del segle xx van veure una forta resistència per part dels papels a les "campanyes de pacificació" colonials. El 1915, després de 30 anys de guerra, els portuguesos sota el comandament de l'oficial Teixeira Pinto i el senyor de la guerra Abdul Injai van derrotar el Regne de Bissau i el van incorporar definitivament a la Guinea Portuguesa. El 1941 la capital va ser traslladada de Bolama a Bissau. L'any 1959 es va produir la repressió sagnant d'una vaga dels estibadors, un fet clau que va empènyer els nacionalistes cap a la resistència armada.
En 1942 es va convertir a la capital de la Guinea Portuguesa.
Quan el 1973 la guerrilla del PAIGC va proclamar la independència del país de la metròpoli portuguesa, va establir com a capital Madina do Boé, encara que Bissau va continuar sent la capital de les regions sota domini portuguès. Finalment, l'any 1974 quan Portugal va reconèixer la independència de Guinea Bissau abandonant el país, i es va restituir Bissau com a capital.
Bissau va ser l'escenari d'intensos combats durant l'inici i el final de la Guerra Civil de Guinea Bissau el 1998 i el 1999. Bona part de la infraestructura va ser destruïda i la majoria de la població va fugir. La ciutat es va recuperar després del retorn de la pau, mantenint més del 25% de la població del país durant el cens de 2009 i assistint a la construcció de molts edificis nous i rehabilitats.
El 18 d'octubre de 2023, es va produir un apagament a tota la ciutat a causa d'una factura d'electricitat no pagada a l'empresa d'energia turca Karpowership que superava els 15 milions de dòlars.
Vegeu també: Talls del subministrament elèctric

## Clima
El clima Bissau pot ser classificat com clima de sabana amb temperatures estables (mitjana de 26 °C), perquè no té la humitat suficient per a ser definit com a clima monsònic. No obstant això, és un clima més humit que molts altres de la seva espècie. No plou molt en els mesos de novembre a maig, ja que el volum més gran de precipitacions es concentren en els mesos restants. Bissau rep una mitjana anual de 2.020 mm de pluja. En els mesos de juny a octubre, és temporada de pluges, i fins i tot en els tres mesos anteriors, l'alta humitat provoca una calor considerada extremadament incòmoda.
| Paràmetres climàtics mitjans de Bissau              | Paràmetres climàtics mitjans de Bissau | Paràmetres climàtics mitjans de Bissau | Paràmetres climàtics mitjans de Bissau | Paràmetres climàtics mitjans de Bissau | Paràmetres climàtics mitjans de Bissau | Paràmetres climàtics mitjans de Bissau | Paràmetres climàtics mitjans de Bissau | Paràmetres climàtics mitjans de Bissau | Paràmetres climàtics mitjans de Bissau | Paràmetres climàtics mitjans de Bissau | Paràmetres climàtics mitjans de Bissau | Paràmetres climàtics mitjans de Bissau | Paràmetres climàtics mitjans de Bissau |
| Mes                                                 | Gen.                                   | Feb.                                   | Mar.                                   | Abr.                                   | Mai.                                   | Jun.                                   | Jul.                                   | Ago.                                   | Set.                                   | Oct.                                   | Nov.                                   | Des.                                   | Anual                                  |
| --------------------------------------------------- | -------------------------------------- | -------------------------------------- | -------------------------------------- | -------------------------------------- | -------------------------------------- | -------------------------------------- | -------------------------------------- | -------------------------------------- | -------------------------------------- | -------------------------------------- | -------------------------------------- | -------------------------------------- | -------------------------------------- |
| Temperatura diària màxima °C (°F)                   | 36,7 (98,1)                            | 38,3 (100,9)                           | 38,9 (102)                             | 41,1 (106)                             | 39,4 (102,9)                           | 35,6 (96,1)                            | 33,3 (91,9)                            | 32,8 (91)                              | 33,9 (93)                              | 34,4 (93,9)                            | 35,0 (95)                              | 35,6 (96,1)                            | 41,1 (106)                             |
| Temperatura diària mínima °C (°F)                   | 17,8 (64)                              | 18,3 (64,9)                            | 19,4 (66,9)                            | 20,6 (69,1)                            | 22,2 (72)                              | 22,8 (73)                              | 22,8 (73)                              | 22,8 (73)                              | 22,8 (73)                              | 22,8 (73)                              | 22,2 (72)                              | 18,9 (66)                              | 21,1 (70)                              |
| Precipitació total mm (polzades)                    | 0,5 (0)                                | 0,8 (0)                                | 0,5 (0)                                | 0,8 (0)                                | 17,3 (0,7)                             | 174,8 (6,9)                            | 472,5 (18,6)                           | 682,5 (26,9)                           | 434,9 (17,1)                           | 194,8 (7,7)                            | 41,4 (1,6)                             | 2,0 (0,1)                              | 2.022,8 (79,6)                         |
| Font: Sistema de Classificació Bioclimàtica Mundial |                                        |                                        |                                        |                                        |                                        |                                        |                                        |                                        |                                        |                                        |                                        |                                        |                                        |
| Font #2: World Climate Guides {{{consulta2}}}       |                                        |                                        |                                        |                                        |                                        |                                        |                                        |                                        |                                        |                                        |                                        |                                        |                                        |

## Evolució demogràfica
Evolució demogràfica de Bissau

## Economia
Bissau és la ciutat més gran del país, el port important i el centre educatiu, administratiu, industrial i militar. Els cacauets, les fustes dures, la copra, l'oli de palma, els productes lactis i el cautxú són els principals productes. Bissau és també la principal ciutat de la indústria pesquera i agrícola del país.

## Cultura
Les atraccions són la caserna de Fortaleza de São José da Amura, construïda per Portugal del segle XVIII, que conté el mausoleu d'Amílcar Cabral, el Memorial Pidjiguiti als estibadors assassinats a la vaga dels estibadors de Bissau el 3 d'agost de 1959, el Museu Nacional d'Arts de Guinea Bissau. Institut, Bissau New Stadium i platges locals.
Molts edificis de la ciutat van caure durant la Guerra Civil de Guinea Bissau (1998-1999), inclosos el Palau Presidencial de Guinea-Bissau i el Centre Cultural Francès de Bissau (ara reconstruït), i el centre de la ciutat encara està subdesenvolupat. A causa de la gran població de musulmans a Bissau, el Ramadà també és una celebració important.
El futbol és l'esport més popular al país, així com a la ciutat. Molts equips tenen la seu a la ciutat, com ara: UD Internacional, SC de Bissau, SC Portos de Bissau, Sport Bissau e Benfica, i FC Cuntum . Els estadis que es troben a la ciutat són Estádio Lino Correia i Estádio 24 de Setembro.
Les principals religions són musulmanes (50%), després cristianes (34%) i animistes (7,9%).

### Llocs de culte
Entre els llocs de culte, predominen les mesquites musulmanes. També hi ha algunes esglésies i temples cristians com la Diòcesi Catòlica Romana de Bissau (Església Catòlica), Esglésies Evangèliques i l'Església Universal del Regne de Déu.

## Persones notables
- Karyna Gomes (nascuda el 1976), activista, periodista i músic
- Benvindo António Moreira (nascut el 1989), futbolista

## Llocs d'interès
Bissau és coneguda pel seu carnestoltes anual. Altres atraccions són la Fortalesa d'Amura, l'Institut d'Arts Nacional de Guinea Bissau, el Nou Estadi de Guinea Bissau i les platges locals. Durant la Guerra Civil de Guinea Bissau, molts edificis van ser destruïts, inclosos el Palau Presidencial i el Centre Cultural Francès, per la qual cosa part del centre de la ciutat està encara en construcció.

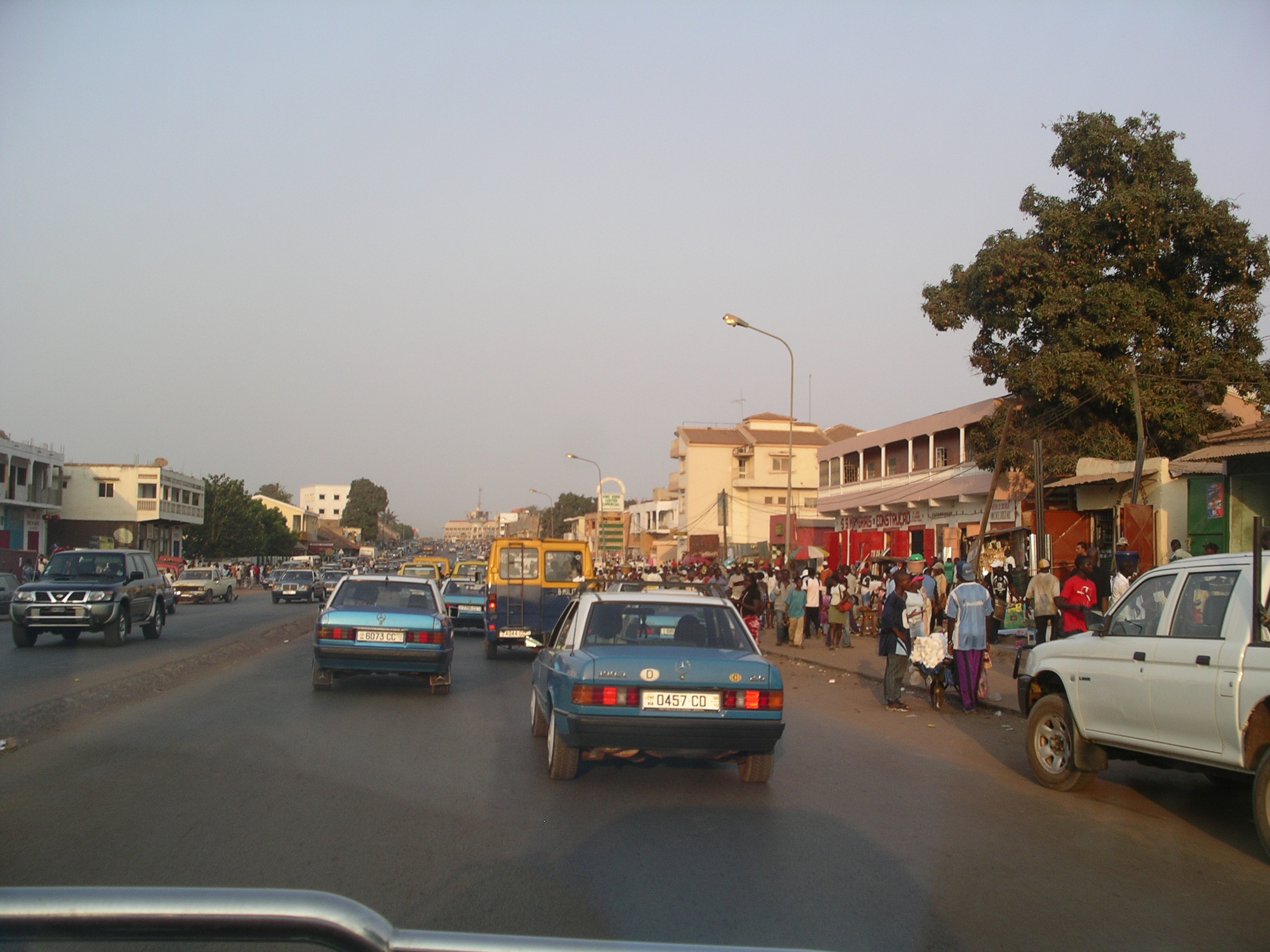
Carrer principal de Bissau
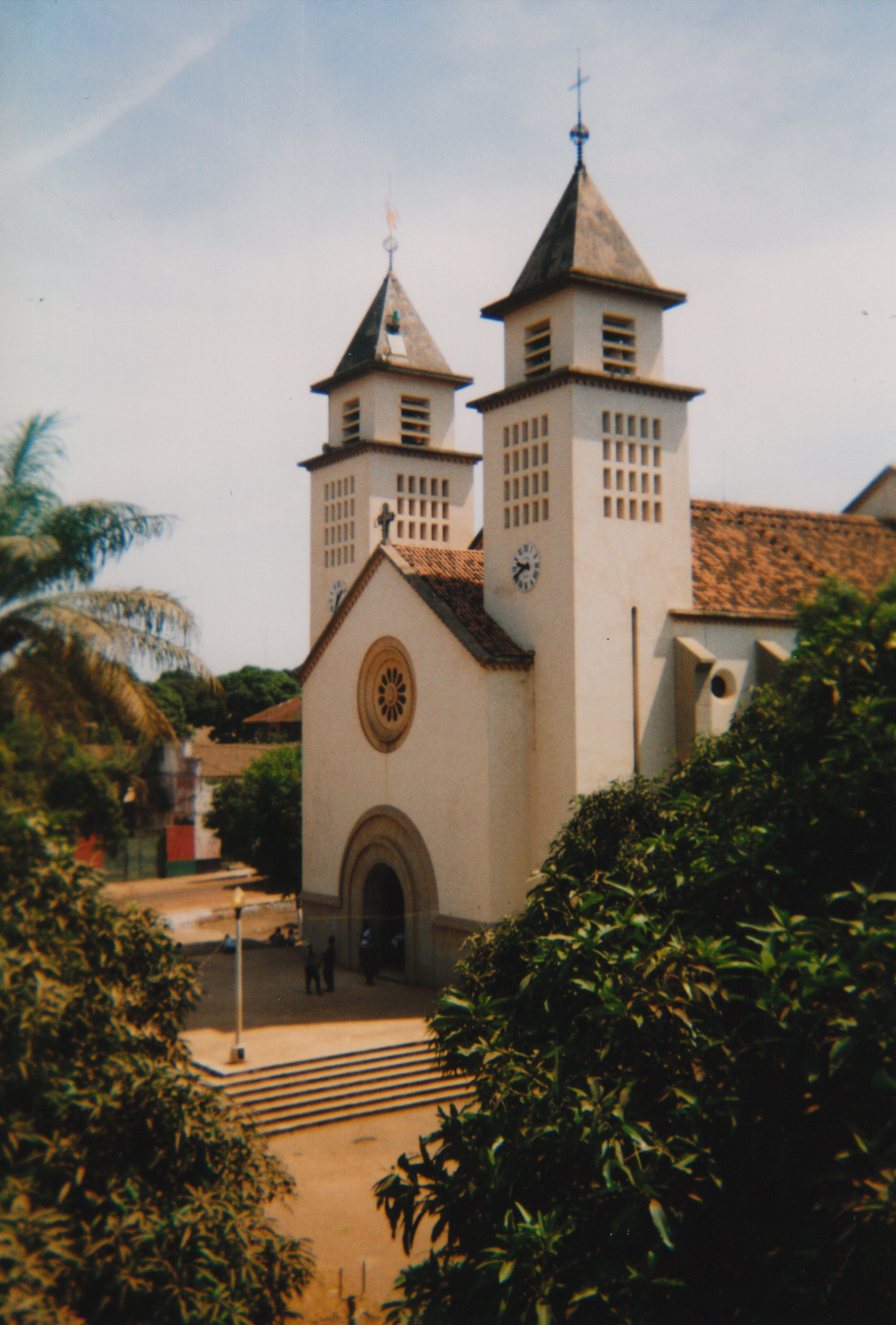
Catedral de Bissau
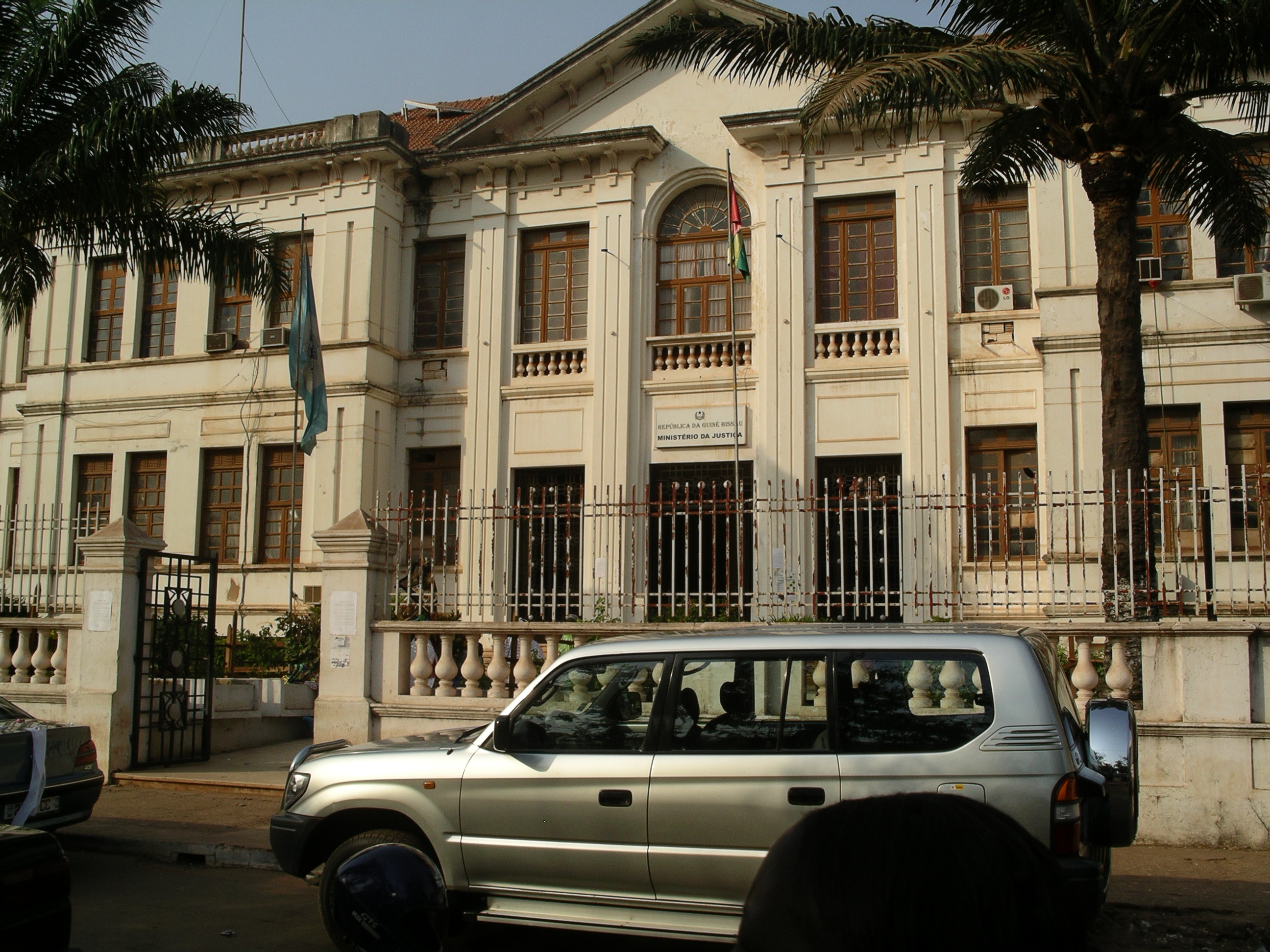
Ministério da Justiça - Ministeri de Justícia de Guinea Bissau
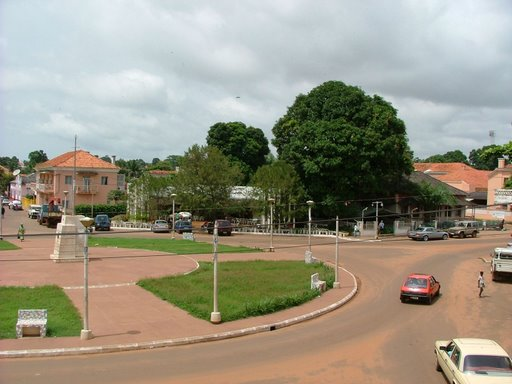
Praça Che Guevara
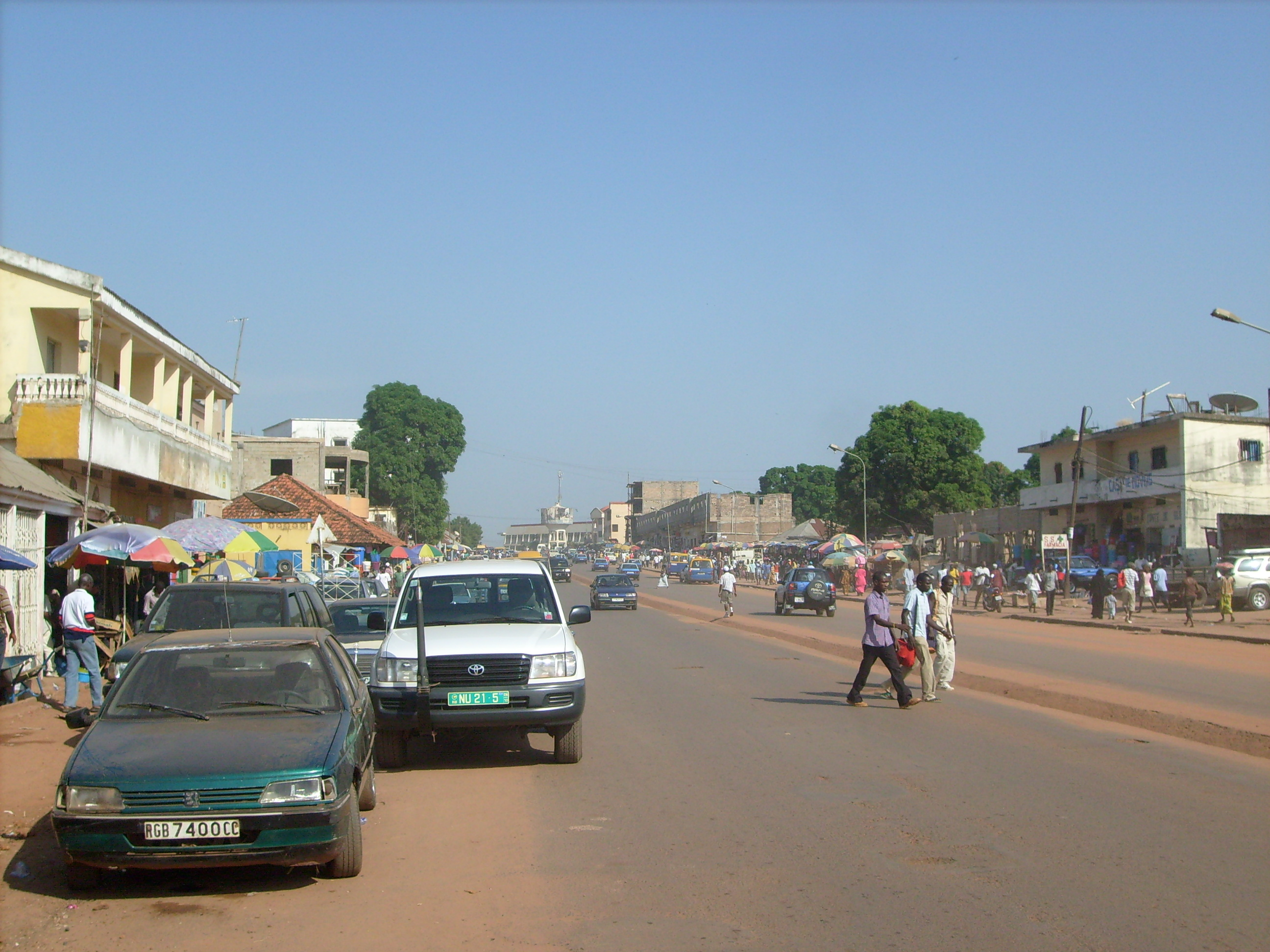
Ruta de l'aeroport al Parlament
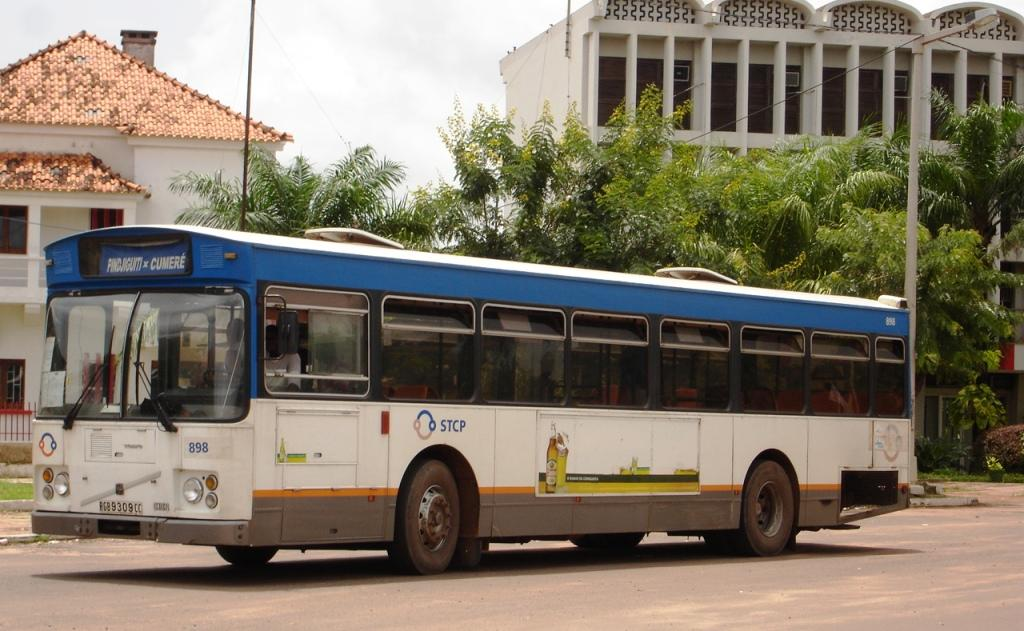
Transport públic a Bissau
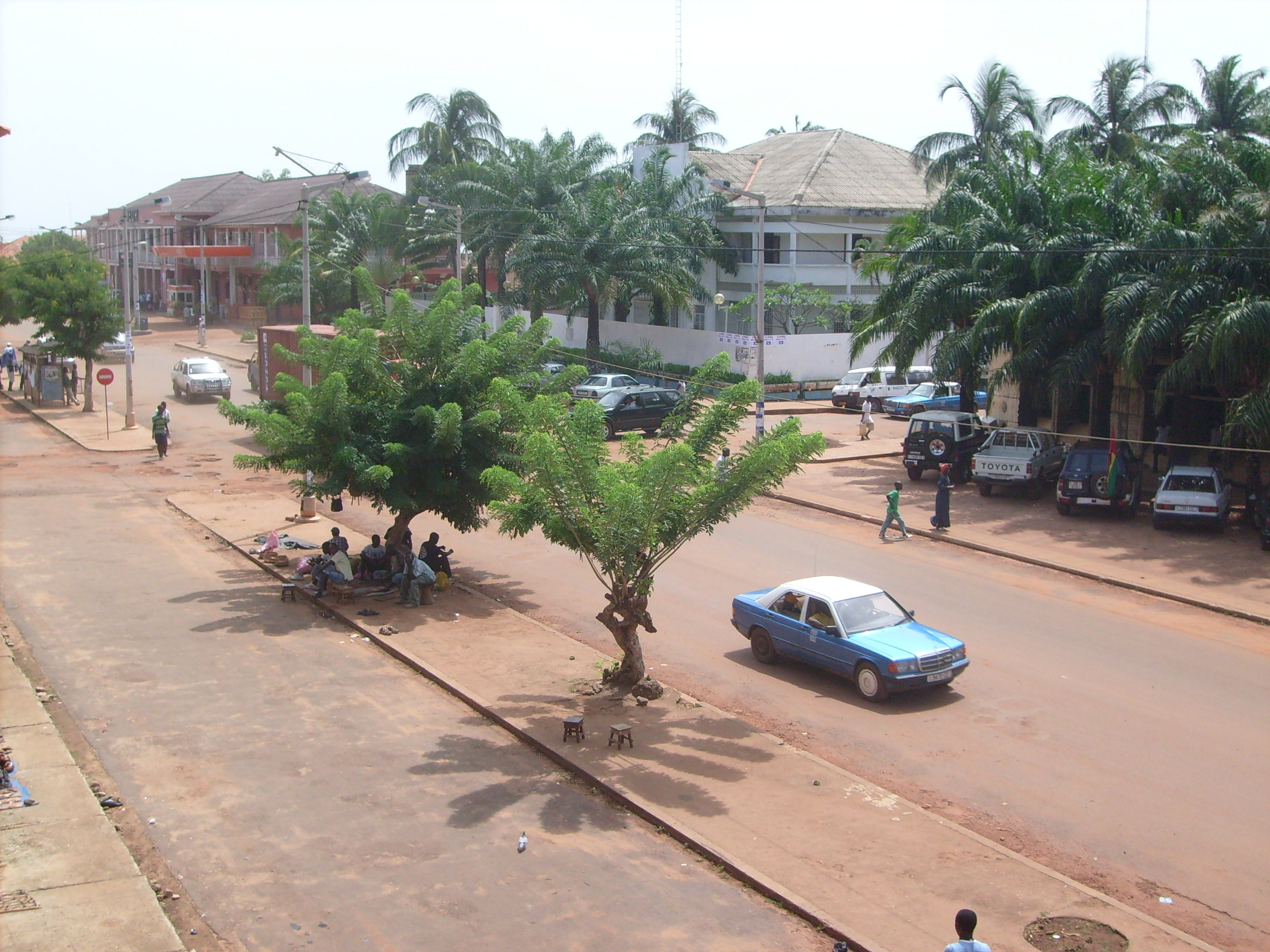
Centre de la ciutat
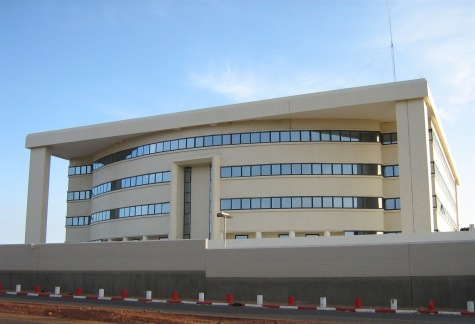
Oficina de l'ECOWAS a Bissau
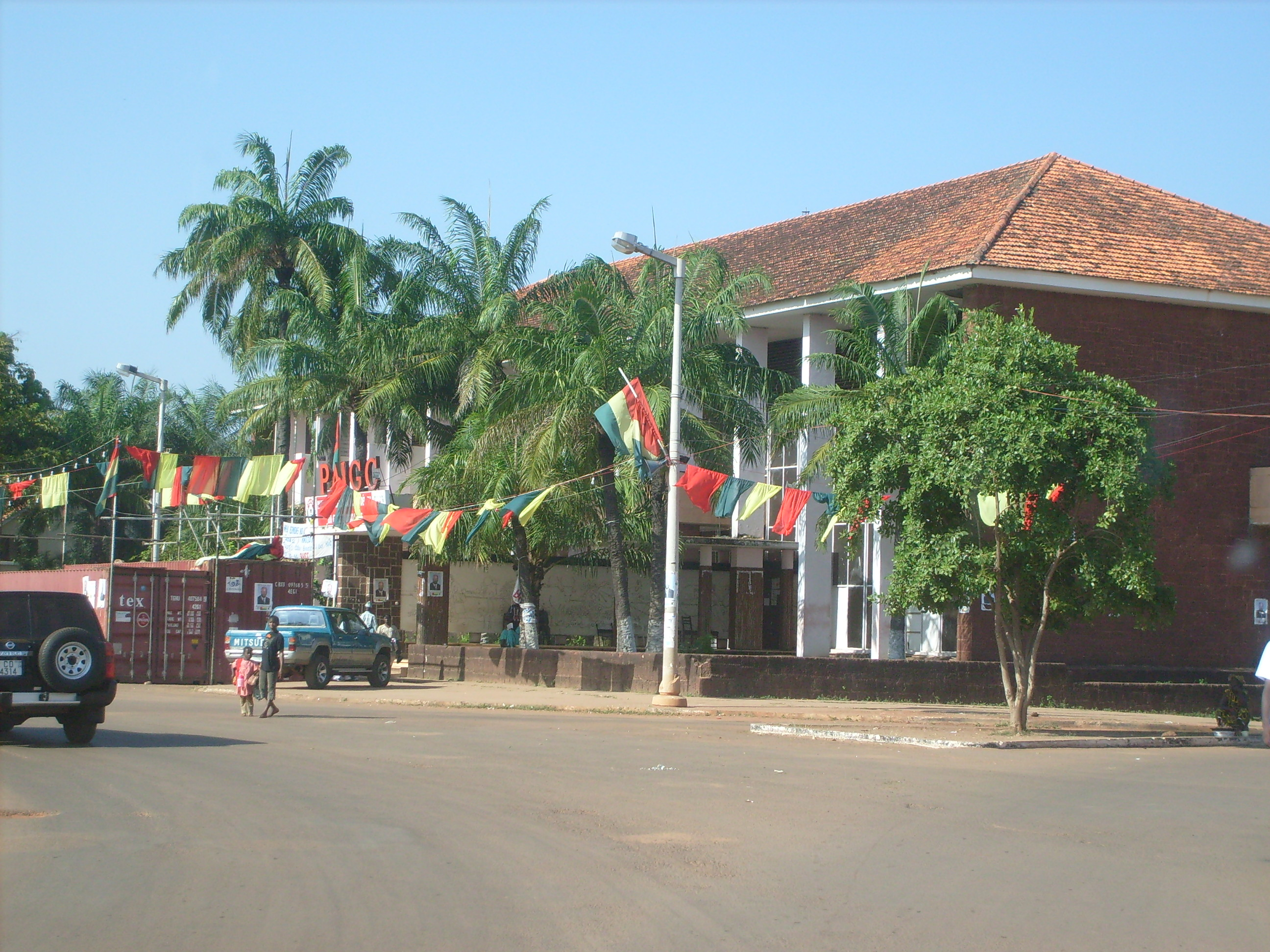
Seu del PAIGC
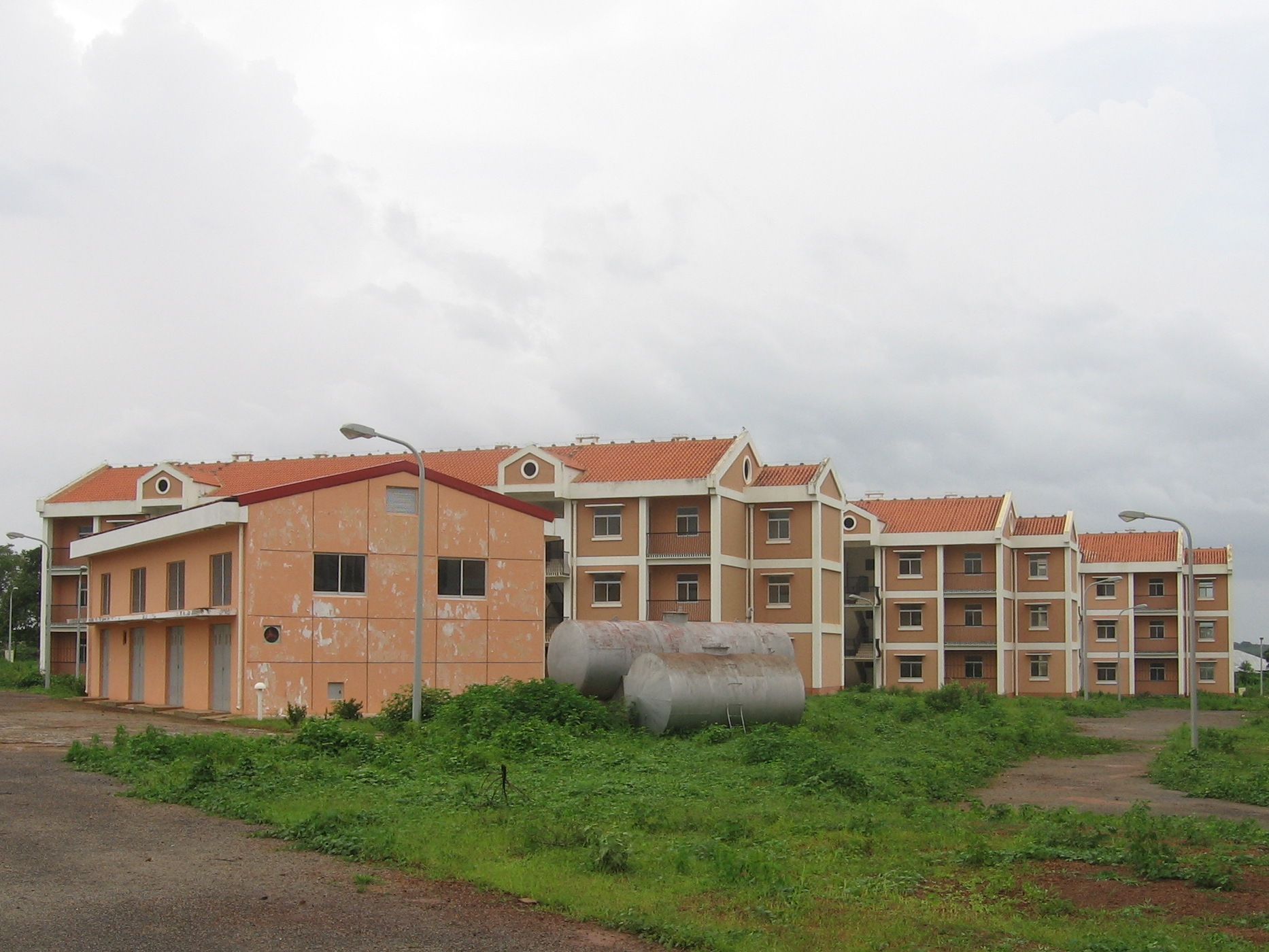
Área residencial a Bissau
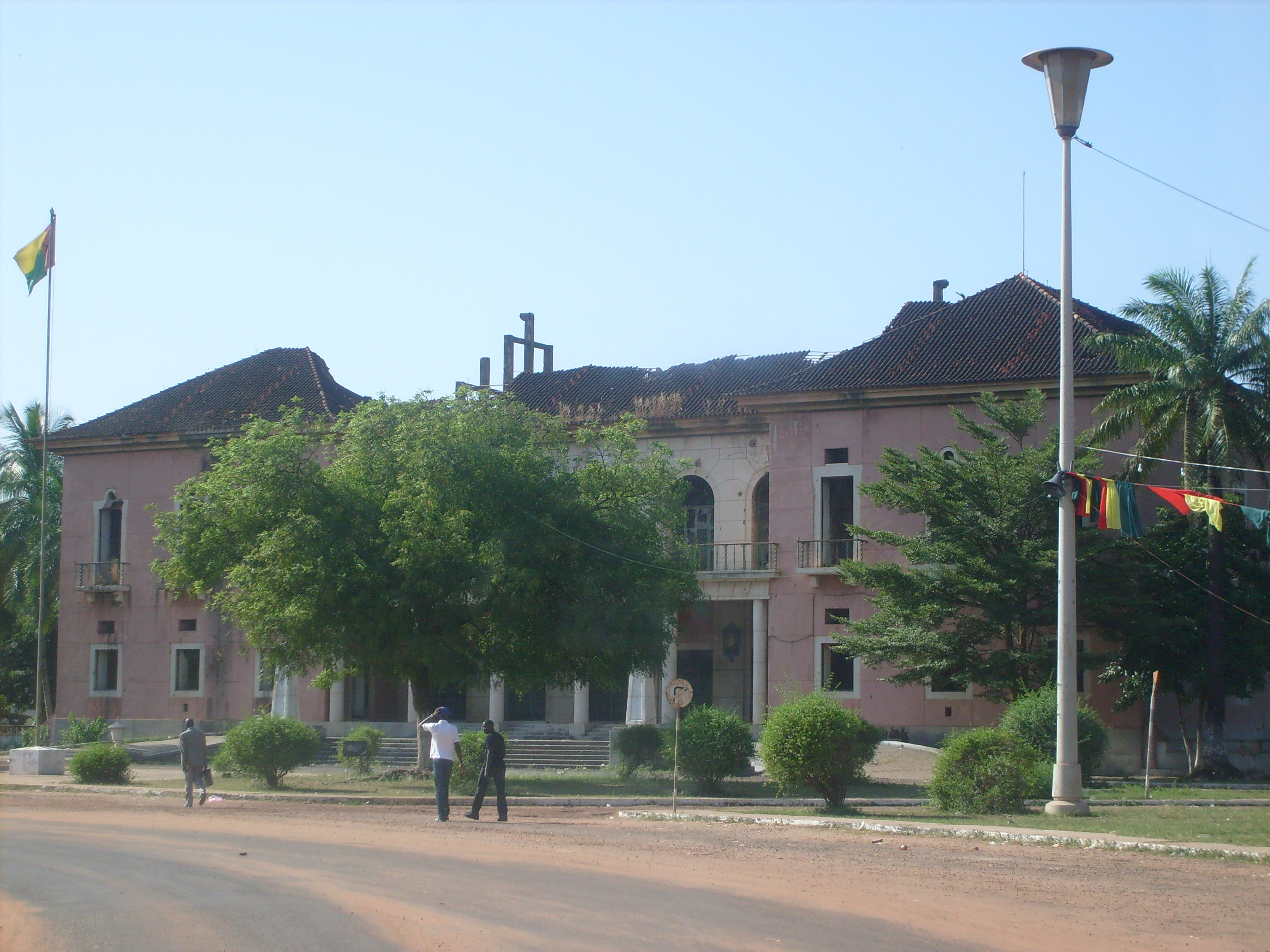
Ruïnes del palau presidencial abans de la reforma
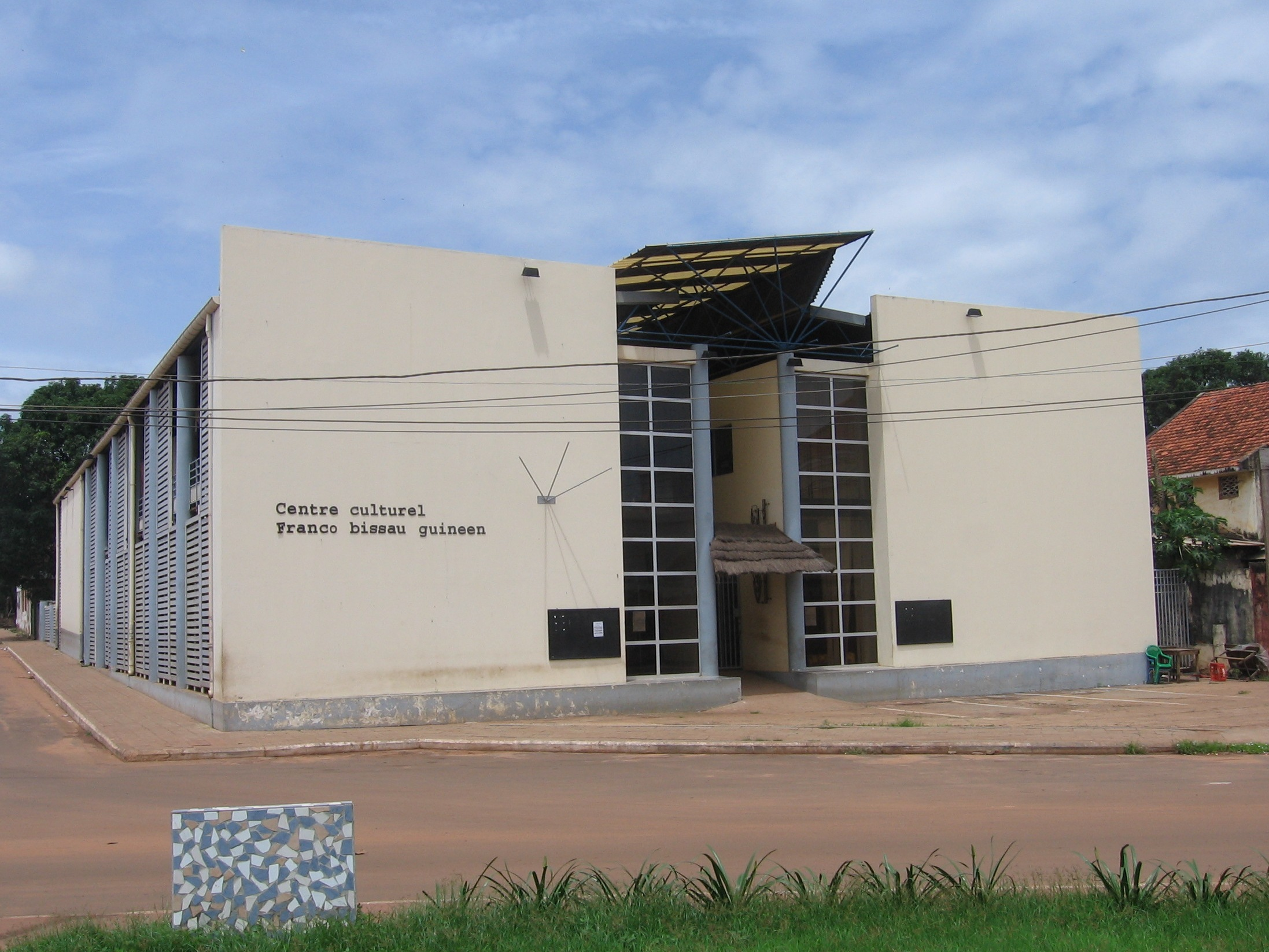
Centre Cultural Franco-Bissau-Guineà
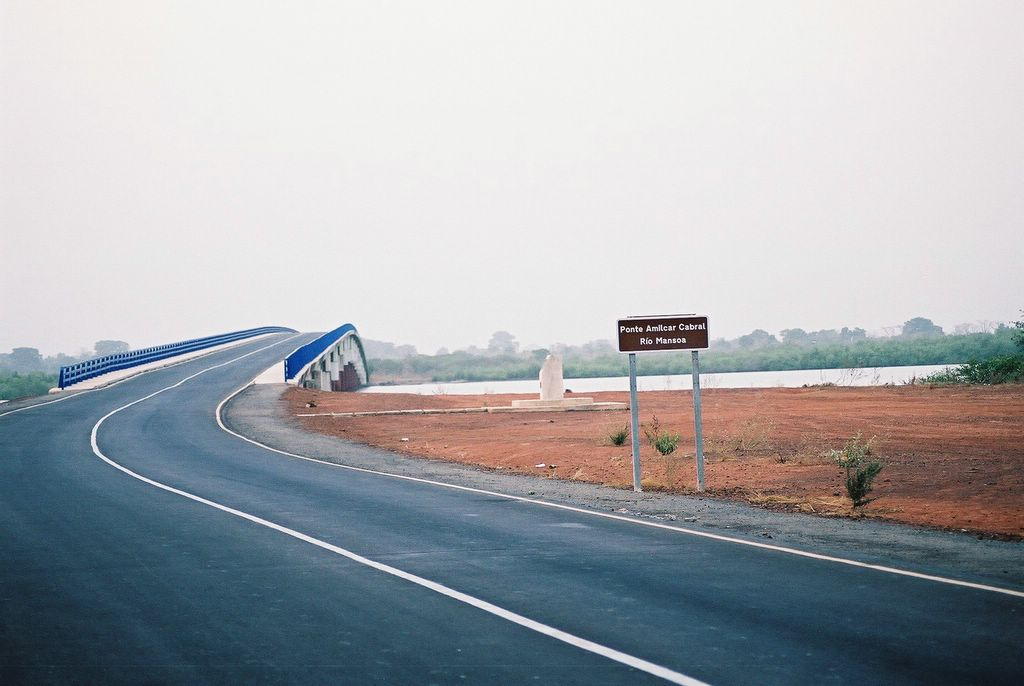
Pont Amílcar Cabral
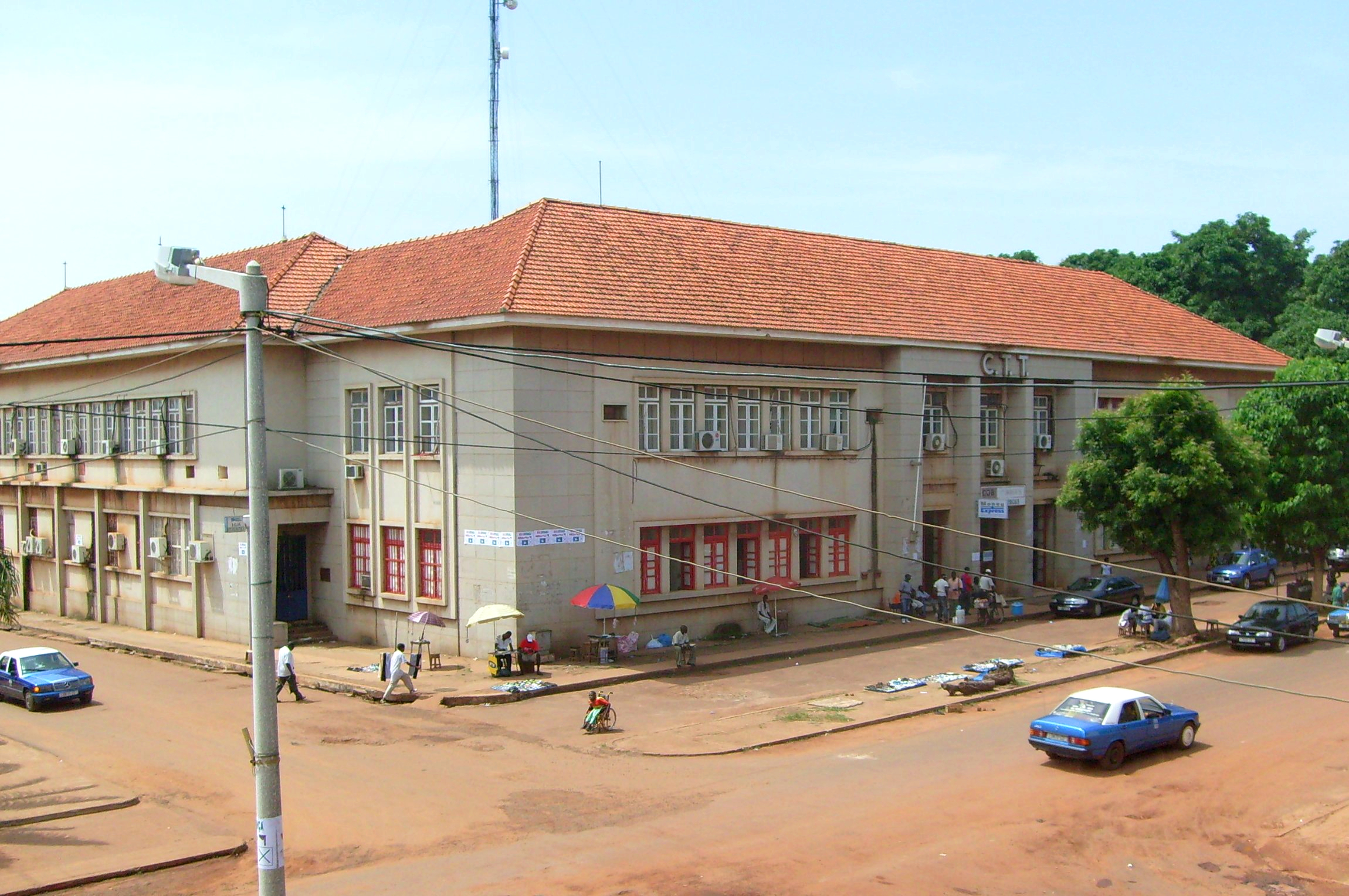
Oficina central del correu
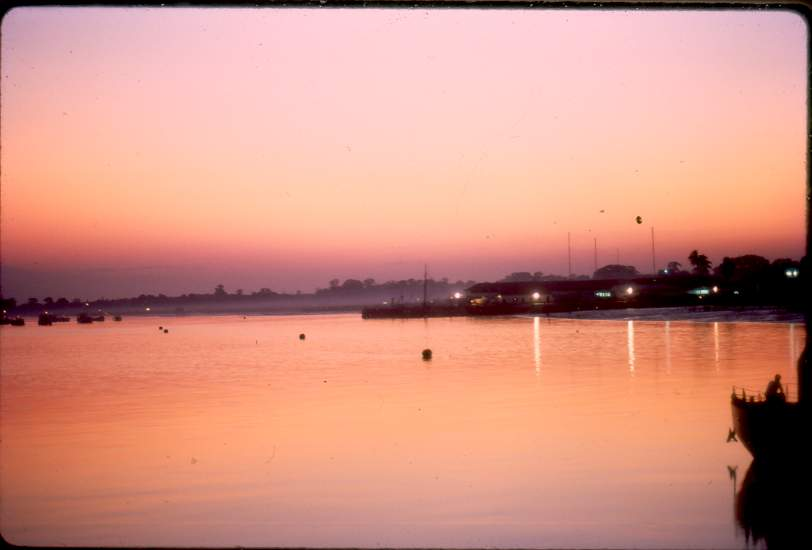
Bissau vista des del riu Geba

## Agermanaments
- Águeda[27]
- Moura[27]
- Dakar
- Lisboa. Des del 31 de maig de 1983.[28]
- Praia[29]
- Taipei[30]
- Ankara, Turquia[31]
- Sintra, Portugal